# Brandon Rhys-Williams
Brandon Rhys-Williams (n. 14 noiembrie 1927 – d. 18 mai 1988) a fost un om politic britanic, membru al Parlamentului European în perioadele 1973-1979 și 1979-1984 din partea Regatului Unit. 
1. ↑  Brandon Meredith Rhys Williams, Genealogics
2. 1 2  Brandon Meredith Rhys Williams, 2nd Bt., The Peerage
3. 1 2 3 4 5  The Peerage
4. 1 2 3 4 5 6  Hansard 1803–2005
5. ↑  Deputații în Parlamentul European
6. ↑  pace.coe.int